# Nicrophorus olidus
Nicrophorus olidus là một loài bọ cánh cứng trong họ Silphidae được miêu tả bởi Matthews in 1888.